# Monsanto
Monsanto Company (NYSE: MON) var en amerikansk multinational agrokemi- og bioteknologivirksomhed som også fremstillede GMO-afgrøder. 7. juni 2018 blev Monsanto opkøbt af tyske Bayer, hvorefter selskabet blev lukket, men mærket Monsanto blev videreført.

## Historie
Virksomheden blev etableret i St. Louis i 1901 af John Francis Queeny. Pengene til etableringen var, dels af egen kapital og kom derudover også udefra. Navnet kommer fra hans kones oprindelige navn. Deres kunstige produkt var det kunstige sødemiddel sakkarin, som de solgte til Coca-cola. Virksomheden fremstillede Agent Orange til USA kampagne Vietnamkrigen og også miljømæssige toksiner såsom DDT og PCB.
Monsanto var specielt kendt som producent af gensplejsede fødevarer, f.eks. havde firmaet modificeret majs til MON 863-majs med genet for et insekticid (protein) fra bakterien Bacillus thuringiensis. Bomuld var også blevet modificeret med dette toxin. Desuden var majs og bomuld også genetisk modificeret af Monsanto til at modstå ukrudtsmidlet ”Roundup”, glyfosat.